# Tapinauchenius gigas
Tapinauchenius gigas là một loài nhện trong họ Theraphosidae.
Loài này thuộc chi Tapinauchenius. Tapinauchenius gigas được Lodovico di Caporiacco miêu tả năm 1954.

## Hình ảnh

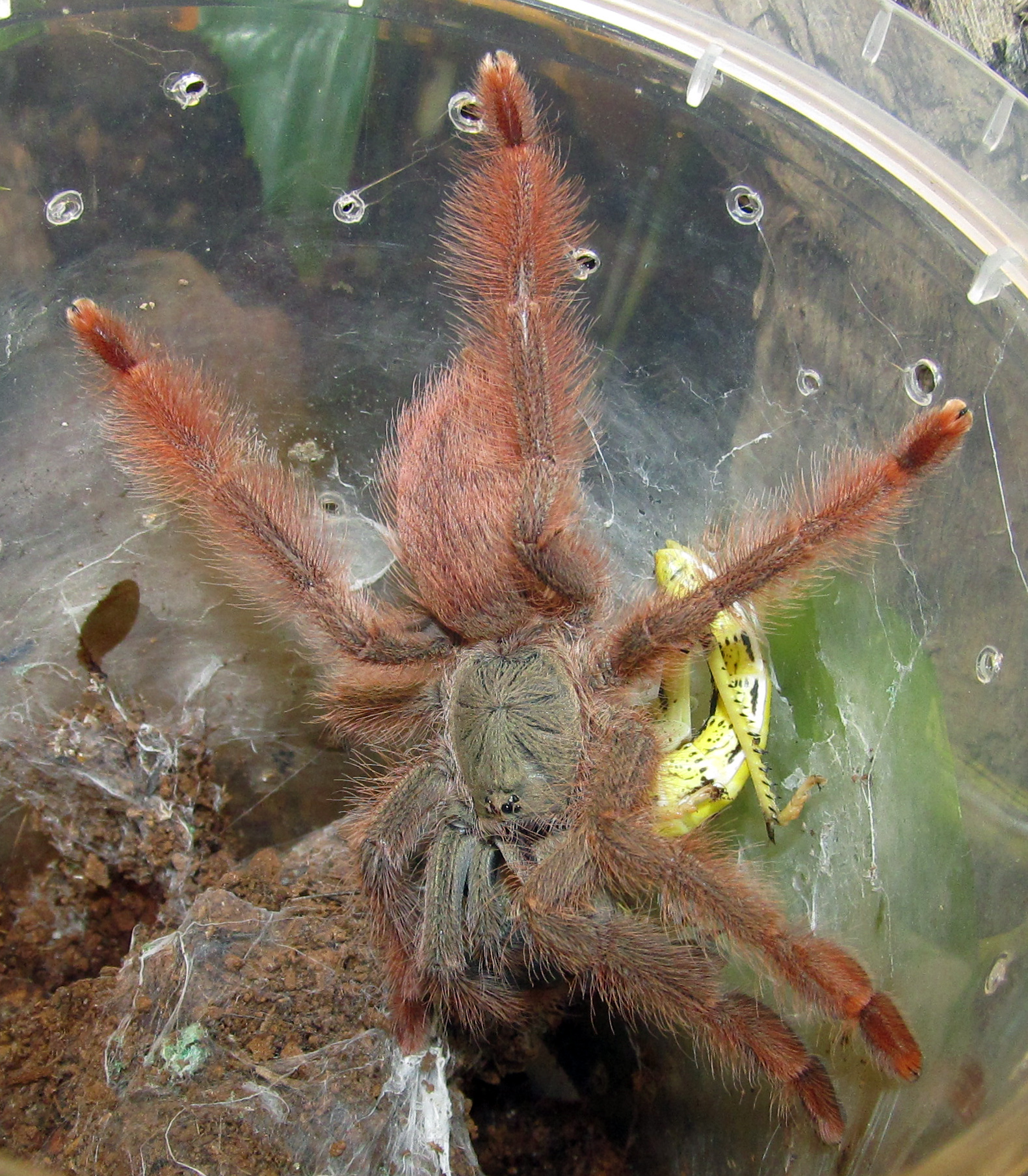
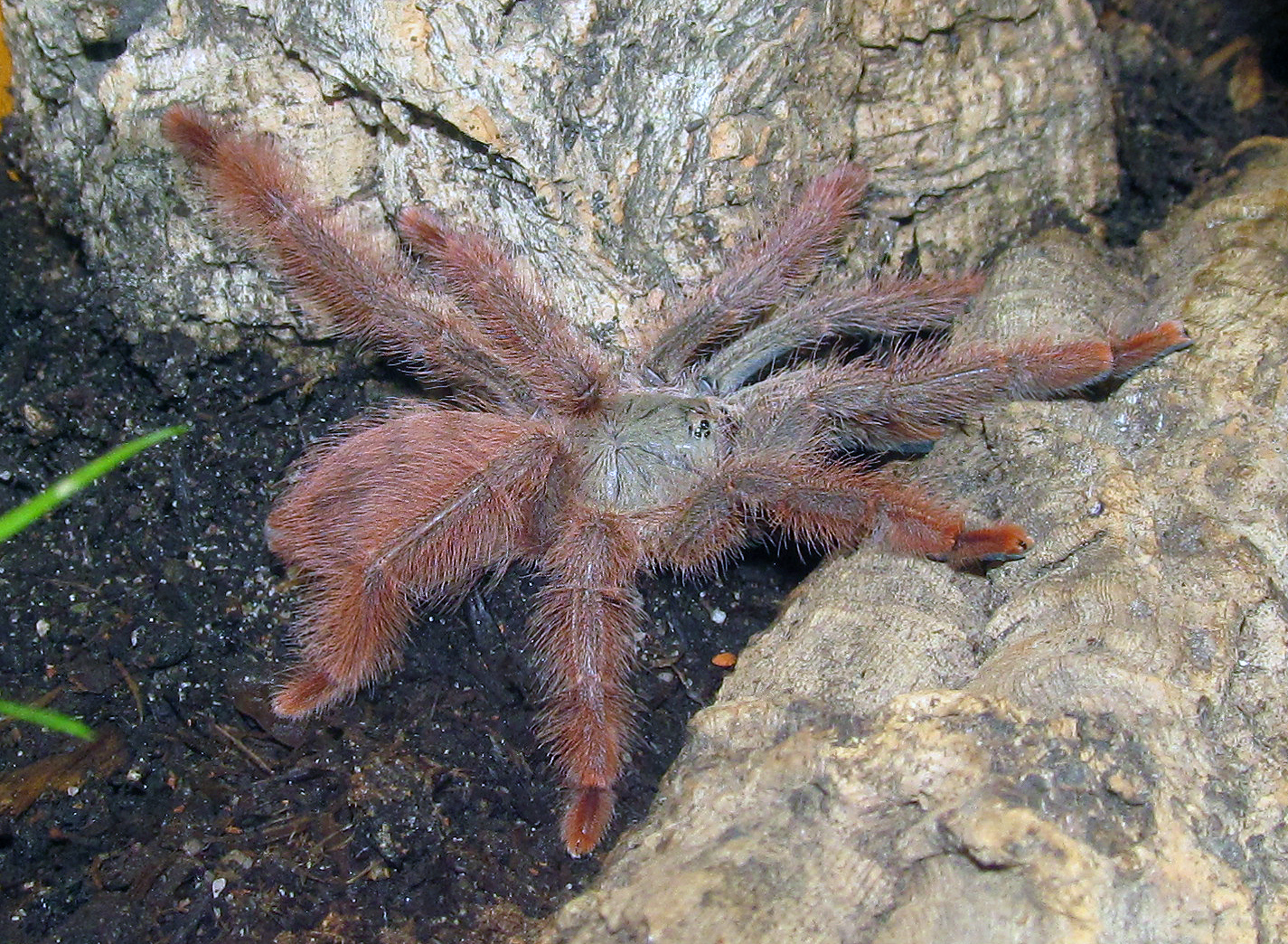
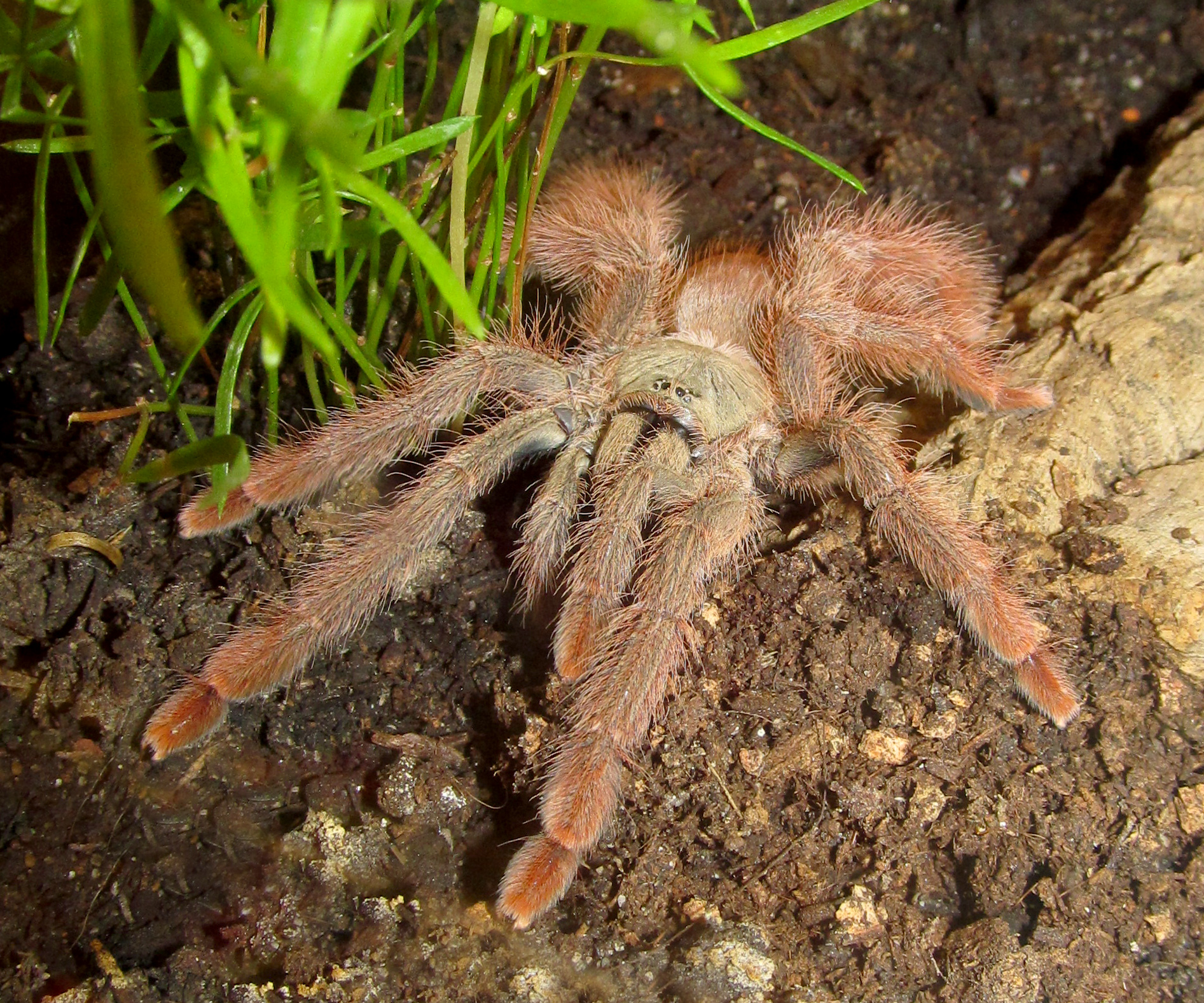